# Viola lilloana
Viola lilloana är en violväxtart som beskrevs av Wilhelm Becker. Viola lilloana ingår i släktet violer, och familjen violväxter. Inga underarter finns listade i Catalogue of Life.